# 罗太妃
罗太妃（？—470年），中国南北朝南朝齐高帝萧道成登基前的妾。
罗氏在南朝宋泰始三年（467年）生萧道成第五子萧曅，泰始六年（470年）罗氏随萧道成在淮阴，以罪被杀，当时萧曅才四岁，思慕母亲与成人无异，于是受到父亲萧道成宠爱。齐武帝即位，追尊罗氏为太妃。